# Monroeville, Ohio
Monroeville là một làng thuộc quận Huron, tiểu bang Ohio, Hoa Kỳ. Năm 2010, dân số của làng này là 1400 người.

## Dân số
- Dân số năm 2000: 1433 người.
- Dân số năm 2010: 1400 người.